# Lucien Febvre
Pour les articles homonymes, voir Febvre.
Lucien Paul Victor Febvre, né le 22 juillet 1878 à Nancy (Meurthe-et-Moselle) et mort le 25 septembre 1956 à Saint-Amour (Jura), est un historien français.
Professeur au Collège de France où il tient la chaire « histoire de la civilisation moderne » de 1933 à 1949, il est le cofondateur avec Marc Bloch de l'École des Annales et le fondateur de la VIe section de l'École pratique des hautes études, dédiée aux « sciences économiques et sociales », en 1947.

## Carrière et postérité
(décembre 2010).
Lucien Febvre intègre l'École normale supérieure en 1899, dans la section des lettres, et passe l'agrégation d'histoire en 1902. Il soutient ensuite une thèse intitulée « Philippe II et la Franche-Comté » en 1911. Dans ce travail, il insiste sur les interactions entre l'économie et la société ainsi qu'avec les représentations mentales, ce qui constitue une manière nouvelle d'aborder l'histoire à une époque où cette discipline est dominée par l'École méthodique et la Revue historique.
Lucien Febvre est nommé professeur à l'Université de Strasbourg en 1919. En 1933, il devient professeur au Collège de France, qui est situé en marge de l'université et qui est davantage tourné vers la recherche et les innovations scientifiques. Il épouse durant l'été 1921 Suzanne Dognon, de dix-neuf ans sa cadette. Elle-même historienne et géographe, formée à l’École normale supérieure des jeunes filles de Sèvres, elle abandonne sa thèse après son mariage afin de se consacrer à sa vie de famille.
Lucien Febvre est d'abord l'homme d'une génération, il a vingt ans en 1898, l'année où parait le manuel fondamental de l'histoire méthodique : l'Introduction aux études historiques de Langlois et Seignobos. L'école méthodique est alors le courant dominant de l'historiographie française pendant la jeunesse de Febvre. Cette école se caractérise par la place centrale du document dans le travail d'historien et la recherche de l'objectivité, ce qui conduit les méthodiques à privilégier les faits. 
Lucien Febvre contribue régulièrement à la Revue de synthèse historique, créée en 1900 par le philosophe Henri Berr. Cette revue cherche à combiner les apports des nouvelles sciences sociales comme la sociologie durkheimienne à l'enseignement de l'histoire. 
Lucien Febvre entretient une correspondance fournie avec ce philosophe, ainsi qu'avec son jeune collègue (qui a huit ans de moins que lui), Marc Bloch. Il accompagne Henri Berr dans la création d'une collection de livres d'histoire universelle, L'Évolution de l'humanité. Lucien Febvre rédige huit livres pour cette collection. 
S'éloignant d'Henri Berr, avec qui il a des désaccords, Lucien Febvre fonde en 1929 avec Marc Bloch les Annales d'histoire économique et sociale , devenues par la suite les Annales, Économies-Sociétés-Civilisations. Les Annales poursuivent la méthodologie de la Revue de synthèse historique, en se concentrant sur les apports de l'histoire économique et sociale, la sociologie et l'anthropologie à l'étude de l'histoire. 
La création de cette revue s'est faite dans une période où l'école méthodique perd de son éclat. La population des professeurs à l'Université était vieillissante, ce qui était peu favorable à l'innovation. C'est dans ce contexte que Lucien Febvre lance cette revue, qui s'imposera rapidement au sein de l'historiographie française comme un lieu majeur de discussion d'idées nouvelles.
Il participe en 1930 au troisième cours universitaire de Davos, avec de nombreux autres intellectuels français et allemands. Il fut membre du Comité d'honneur du Centre culturel international de Royaumont. Cofondateur des Annales avec Marc Bloch, frappé par le statut des juifs d’octobre 1940, Febvre à la différence de Bloch manifestait des tendances « pro-européennes » en 1940-41 et sollicita de l’occupant de faire reparaître « les Annales » en zone occupée alors que Bloch s’y opposait. L’autorisation de reparaître sous un autre titre fut accordée, Bloch publiant sous un pseudonyme, et Febvre reçut même en 1942 le soutien du ministre collaborationniste Abel Bonnard. Cet épisode est beaucoup moins évoqué que la tentative de reparution de L’Humanité de 1940 menée par Tréand et Catela, alors que Febvre poussa jusqu’au bout l’envie de survie de sa revue.
À sa mort, Lucien Febvre avait à son actif une œuvre personnelle considérable. Beaucoup de ses ouvrages ont marqué sa génération, que ce soit sa thèse sur Philippe II et la Franche-Comté, mais aussi ses grands livres sur le XVIe siècle, et notamment Le Problème de l’incroyance au XVIe siècle : la religion de Rabelais (1942), qui est considéré par certains historiens comme son chef-d'œuvre, on peut encore citer Un Destin, Martin Luther (1928). Et puis il y a aussi les Combats pour l'histoire (1953), Pour une histoire à part entière (1962)…
L’héritage de Lucien Febvre s’est joué à la fois autour de son œuvre personnelle (donc de ses nombreux ouvrages) mais aussi autour de ses actions en tant qu'historien. Outre son engagement dans la création des Annales, il y a aussi son implication dans l’Encyclopédie française, projet lancé en 1933 par Anatole de Monzie et qui l'occupe une trentaine d'années. Élu en 1943 directeur d'études à la Ve section (sciences religieuses) de l'École pratique des hautes études (chaire Histoire de la Réforme et du protestantisme), il y a créé la VIe section (sciences économiques et sociales) en 1947, à l'origine de l'EHESS, une institution au rayonnement international. De plus, on peut dire que la postérité de Lucien Febvre « ne se décline pas au singulier » comme l'a souligné Bertrand Muller, un spécialiste de Febvre. Elle est en effet indissociable de celle de Marc Bloch et des Annales et donc du renouveau historiographique qui va avec. Donc la question de sa postérité est aussi tout une affaire d’héritage intellectuel et scientifique, d’autant plus que les Annales d'aujourd'hui cherchent à démontrer leur fidélité au projet fondateur.

## Febvre et sa conception de l'histoire
Febvre voulait de son vivant rénover le métier d'historien. Pour y parvenir, il fallait tout d'abord selon lui se détacher de l'histoire de la génération précédente (de l'école méthodique), car, d'après lui, « elle n'était plus capable de rendre compte des transformations du monde moderne ». Il a en effet rejeté le déterminisme qu'avait adopté cette école, au profit du possibilisme théorisé par Vidal de la Blache. Il veut donc éliminer une fois pour toutes le recours au déterminisme du milieu naturel pour expliquer l'évolution des sociétés. Ensuite, toujours selon Febvre, il faut aussi privilégier une « histoire-problème » qui fonde ses interrogations avec le présent.
L'histoire qu'il préconise n'est donc pas la description de quelque chose, mais l'explication de quelque chose. Pour mettre en œuvre cette démarche, il faut donc choisir les faits volontairement, les organiser et en tirer quelque chose. Il a donc proposé une nouvelle théorie de la connaissance. Enfin, Febvre a cherché à fédérer les sciences sociales. Pour y parvenir il prônait une confrontation des disciplines (avec la géographie, la sociologie, l'économie notamment). Febvre a donc cherché à affirmer que l'histoire est une science sociale à part entière, donc une science des sociétés, de l'économie, autant que du politique et de la culture.
Ces caractéristiques de l'histoire paraissent aujourd'hui naturelles, mais à l'époque, les adopter était faire preuve d'une certaine audace, d'où la place primordiale qu'il a acquise dans l'historiographie française. Il faut savoir que cet historien n'a pas toujours été mis en avant. En effet, l'héroïsation récente de Marc Bloch (du fait de son implication dans la Résistance pendant la guerre), s'est faite aux dépens de la postérité de Febvre. Effectivement, comme l'a signalé Philippe Poirrier dans son Introduction à l'historiographie, ces 15 dernières années les historiens ont eu tendance à mettre en avant Bloch et à oublier Febvre. Par exemple, les Annales sont instinctivement associées à Marc Bloch mais pas forcément à Lucien Febvre…

## Une approche anti-positiviste

### La place de l'histoire et des historiens à la fin duXIXesiècleet au début duXXesiècle
C'est en partie en s'opposant à l'école méthodique que Febvre a cherché à légitimer ses idées. La critique que Febvre adressa aux méthodiques est très bien résumée dans son discours inaugural au Collège de France qu'il prononça en 1933 : il dénonce et condamne leur appréhension de l'histoire afin de légitimer ses propres réflexions. Selon lui, « [la place de l'histoire] était dans les lycées peuplés d'agrégés d'histoire, dans les universités garnies de chaires d'histoire, dans les écoles spéciales réservées à son culte. Elle débordait, de là, sur les directions d'enseignements, les rectorats, tous les grands postes de l'instruction publique ». En effet il y a plusieurs éléments qui confirment cette grande place de l'histoire. Tout d'abord dans le dernier quart du XIXe siècle, s'engage un long processus de réorganisation des études secondaires. La discipline historique a en effet été dotée de programmes de plus en plus démarqués des champs disciplinaires voisins. Il existe de nombreux établissements d'études supérieures où est enseignée l'histoire. Parmi les principaux : les facultés, mais aussi l'École des chartes, l'École Normale Supérieure, l'École Pratique des Hautes Études… La place de l'histoire dans l'enseignement supérieur était donc très importante. Le paysage était particulièrement dominé par trois personnalités : Ernest Lavisse, Charles Seignobos et Gabriel Monod. Cette période de fin de siècle est donc en quelque sorte une renaissance de l'étude historique, qu'on peut expliquer par l'influence allemande, qui a donné au travail historique un caractère scientifique. Mais cette renaissance peut aussi s'expliquer par la volonté de participer au relèvement national.
Febvre a beaucoup critiqué ce système universitaire. Avant tout, pour comprendre ses reproches, il faut savoir que la seconde étape de sa carrière d'historien a été assez délicate. À partir des années vingt, les créations d'emplois dans les universités stagnent, et la place de l'histoire recule au profit de la littérature. Cette situation favorisait les candidats les plus dociles, les plus proches du centre gravitationnel de la discipline. Vu l'attitude de Febvre, avec ses attirances pour les autres disciplines mais aussi par ses critiques qu'il a pu énoncer à propos du programme de l'agrégation par exemple, les institutions traditionnelles ne lui ont pas été favorables. Par conséquent, il a été sévèrement battu en 1926 lors de sa candidature à la Sorbonne (pour remplacer Seignobos) par un candidat qui avait pourtant beaucoup moins de notoriété que lui. À partir de là, on comprend mieux ses critiques quand on sait à quel point son parcours professionnel a été freiné de par les cadres qui étaient établis.
Le second élément que reproche Febvre à l'histoire de cette période est qu'elle est au service selon lui, de la « déification du présent à l'aide du passé ». Il est vrai qu'avec la Troisième République, l'histoire enseignée devient presque un outil de propagande au service de la formation des citoyens. Par exemple Ernest Lavisse (1842-1922) dans son Histoire de France, cours élémentaire (en 1913) introduisait l'entreprise coloniale en Algérie de cette façon : « En l'année 1830, le roi Charles X envoya des vaisseaux attaquer la ville d'Alger, parce que les Algériens faisaient beaucoup de tort à notre commerce en arrêtant et pillant nos navires. La ville fut prise. Ensuite il fallut conquérir l'Algérie ». Il est vrai que les historiens méthodiques insistaient beaucoup sur l'importance de la pédagogie, donc sur la fonction sociale de l'histoire. Et de ce fait elle servait en quelque sorte à stabiliser la vie politique, à légitimer la politique menée, et pour y parvenir, l'enseignement était de l'ordre patriotique.

### L'école méthodique selon Febvre: une méthode qui tend vers l'objectivité?
Dans ses Combats pour l'histoire, quand Febvre déclare qu'il est contraint de « procéder à un examen sans complaisance des idées que reçurent les hommes de sa génération et des méthodes qui leur furent enseignées », il fait donc allusion au courant dominant en histoire à la fin du XIXe et du début du XXe siècle qui est par conséquent l'école méthodique dont Langlois et Seignobos sont les chefs de file. Ce courant, qui s'est inspiré du positivisme théorisé par Auguste Comte, occupait en effet une place fondamentale. 
Febvre attaqua donc ces divers courants, et particulièrement celui qui était propre à l'histoire, qu'il considère comme « dans le courant de ces pensées faciles ». Cette démarche « méthodique » avait pour caractéristique de ne pas considérer l'histoire comme une science, car, selon eux, elle n'est pas objective, en effet l'histoire n'analyse pas la réalité mais ce qu'il en reste, elle n'est donc pas une science comme les autres, “une science objective”. Par conséquent, la synthèse et la conceptualisation que sont obligés de faire les historiens - par le recours à la subjectivité - révèlent la non scientificité de la discipline. Ayant conscience de cette faille ils vont élaborer une méthode pour être au plus près de la réalité et des faits. Ils vont d'abord reprendre et redéfinir les règles portant sur la critique des sources (avec critique interne, externe, de provenance et de portée). Ils privilègieront ensuite, les sources écrites. Febvre, au vu du ton et des mots qu'il utilise dans ses Combats pour l'histoire, désapprouve cette manière d'aborder l'histoire. Il s'attaqua d'ailleurs directement à Seignobos quand il déclara dans son discours au Collège de France, que l'historien « ne va pas rodant au hasard à travers le passé, comme un chiffonnier en quête de trouvailles » puisque c'est Seignobos qui prononça le terme de « chiffonnier » pour parler de l'historien. C'était en 1907 au cours d'une discussion à la Société française de philosophie, pendant laquelle il déclara que l'histoire se définissait « jamais par des observations directes, toujours des faits disparus, et même jamais de faits complets, toujours des fragments dispersés, conservés au hasard, des détritus du passé : l'historien fait un métier de chiffonnier ».

### La notion de faits historiques
Pour ce qui est des faits historiques eux-mêmes, Langlois et Seignobos considèrent qu'ils ne sont visibles qu'à l'état de traces, et leur complexité empêche de faire des généralisations. Selon eux l'historien doit malgré lui avoir recours à des classements, il doit donc se poser des questions, et faire preuve de subjectivité. Seignobos se méfiait de cette intervention de l'historien, il regrettait même d'être forcé lui-même d'avoir recours à son imagination. Febvre s'oppose à cette conception. Comme l'a rappelé Guy Massicotte, le cofondateur des Annales considère que l'historien quoi qu'il fasse, est subjectif, même quand il ne fait que relever les faits. De plus, Febvre considère qu'il n 'y a pas de réalités historiques toutes faites, qui se livreraient d'elles-mêmes à l'historien. En fait pour lui le fait est présent à la conscience de l'historien que par l'intermédiaire de l'idée, comme nous le sous-entend cette phrase ironique tirée de son discours inaugural au Collège de France, « l'histologiste mettant l'œil à l'oculaire de son microscope saisirait-il donc d'une prise immédiate des faits bruts ? ». Il faut donc d'après Febvre, choisir les faits, les organiser et les analyser, il faut « du créé par l'historien ». Il convient quand même de nuancer cette critique de Febvre, parce qu'il ne faut pas oublier que pour Seignobos, l'historien n'établit pas des faits pour les collectionner (comme le sous-entend Febvre), mais pour passer du fait à l'explication, de la chose à l'idée, et de l'idée à la compréhension. Cette méthode consiste donc selon Seignobos à poser, résoudre et grouper en système des questions. Cette critique de leur approche des faits, ne tiendrait pas réellement si Febvre ne proposait pas parallèlement autre chose de novateur, à savoir une histoire problématique.

## L'histoire problème, les prémices d'une nouvelle théorie de la connaissance?

### L'histoire problème
L'intervention du sujet et donc de la subjectivité est inévitable selon Febvre, mais elle est en plus souhaitable et utile selon lui. Il cherche donc encore une fois à se démarquer des positivistes qui pensent que partir du présent pour étudier le passé est une chose dévalorisante. En effet, comme l'a rappelé Hubert Watelet, Febvre considère que l'historien étudie le passé en fonction des problèmes qui préoccupent les hommes de son temps. Il pense que c'est même utile, et ne s'en cache pas, puisque cela permet selon lui d'organiser ses recherches historiques en fonction des besoins du présent : en fait Febvre part du principe qu'en histoire il y a un problème à résoudre. Guy Massicotte a analysé cette manière de procéder en prenant l'exemple de la thèse Philippe II et la Franche-Comté. Selon Massicotte, Febvre part de deux problèmes contemporains pour mener à bien ses réflexions. La première chose qui aurait influencé le cofondateur des Annales, c'est le problème historiographique de l'interdépendance entre les différents aspects de l'histoire (qu'ils soient sociaux, économiques, politiques, etc.). Le second élément qui montre que Febvre s'appuie sur le présent pour interroger le passé, vient des inquiétudes de son époque face à l'insécurité sociale et économique qui se manifeste par la montée du socialisme et l'extension de la syndicalisation. On peut aussi prendre comme exemple le tome X de l'Encyclopédie française que Giuliana Gemelli a étudiée. Dans ce tome qui a été rédigé en 1932, Lucien Febvre décrit les événements contemporains. Il souhaitait qu'il soit remanié et révisé au fil du temps, en fonction des besoins du présent. Ce fut le cas lors de la nouvelle édition de 1964 : le président de l’encyclopédie, Julien Cain, mena à bien l’entreprise de révision du tome X.

### La nouvelle théorie de la connaissance de Lucien Febvre
On peut donc dire que Febvre veut poser et créer des problèmes à l'histoire. Il faut donc selon lui organiser la connaissance du passé autour d'un point précis, (généralement une question et des sous-questions). L'histoire qu'il préconise n'est donc pas la description de quelque chose, mais l'explication de quelque chose. Pour y parvenir il faut donc choisir les faits volontairement, les organiser et en tirer quelque chose. Afin de légitimer cette idée, il dénonce les spéculations méthodiques en s'opposant à leurs principes. Febvre se distingue de cette école en démontrant implicitement à travers ses réflexions, que c'est son approche qui est la plus scientifique. Comme l'a noté Jean Michel Chapoulie, Febvre et les Annales considèrent que « l'histoire aux fins du présent n'est le plus souvent qu'une sorte de réinterprétation libre d'une partie du passé, à partir d'un canevas déterminé par des jugements de valeur ». En effet pour Febvre, tout fait scientifique est « inventé », et non pas « brut donné au savant ». Il a cherché à démontrer que la science est dans le savant, c'est-à-dire que c'est lui qui construit la science en élaborant des hypothèses dont il cherche ensuite à vérifier la validité. Selon lui, la science est avant tout une création intellectuelle, c'est pour ça qu'il dit que l'historien « ne va pas rodant au hasard à travers le passé, comme un chiffonner en quête de trouvailles ». La proposition par laquelle il affirmait un relativisme historique, est résumée par cette phrase : « L'histoire aussi crée son propre objet. Elle ne le crée pas une fois pour toutes. Aussi bien toute histoire est-elle fille de son temps. Mieux, il n'y a pas l'Histoire, il y a des historiens ». Enfin, comme l'a rappelé Serge Gagnon, on peut dire que ce ne sont pas seulement les sciences humaines, mais les sciences dans leur ensemble — comme le disait Febvre dès 1933 — qui sont soumises aux pressions du milieu et de l'actualité. D'où la légitimation de l'histoire comme étant une science comme les autres.
Bien qu'il ait eu des points communs avec la génération précédente, Febvre avait une conception de l'histoire qui était profondément anti-positiviste. Il a volontairement entretenu le flou entre les méthodiques et les positivistes pour ne pas les dissocier. Febvre s'est en quelque sorte approprié les failles de l'histoire et du métier d'historien que relevaient les méthodiques, et mieux encore, il les a utilisées pour faire de l'histoire une science légitime. Febvre a donc amorcé une rupture : il a annoncé une dynamique de renouvellement de la discipline.

## La conceptualisation du temps par Febvre et les Annales, un outil de valorisation disciplinaire
Pour comprendre le grand apport du cofondateur des Annales, il faut s'accorder sur l'approche des temporalités qu'avaient les historiens avant les avancées scientifiques de Febvre.
Patrick Garcia définit les historiens méthodiques comme étant « des entrepreneurs de mémoire », ou encore « des sous-traitants rémunérés par l’État ». En effet, une fois au pouvoir les républicains ont favorisé la constitution d’un récit national qui visait à asseoir le nouveau régime. Pour ce faire, ils ont défini une méthode et un cursus particulier. Ainsi, l'utilisation des archives comme sources est devenue prépondérante. C’est d'ailleurs cette dernière qui conférait la qualité d’historien. C’est pourquoi les études médiévales sont le champ où les historiens méthodiques se sont tournés naturellement. Ainsi Charles Seignobos, Charles-Victor Langlois ou Ernest Lavisse ont consacré leurs thèses au Moyen Âge.
On peut donc dire que l’histoire proche (ou l'histoire du temps présent) était dévalorisée par cette configuration. En fait, l'école méthodique attribuait à l’histoire proche un statut contradictoire. Celle-ci était considérée comme inférieure scientifiquement à l’histoire des autres périodes : elle ne fondait pas la légitimité de l’historien et n’assurait pas une carrière au sein de la communauté universitaire. En revanche, elle était considérée comme nécessaire pour former les futurs citoyens, les cadres de l’État et pour servir la nation, il y avait donc une instrumentalisation du temps présent à des fins politiques.
Comme l'a souligné Hans Dieter Mann, la réaction de Lucien Febvre et de Marc Bloch avait justement pour objectif de rendre autonome l'histoire par rapport aux exigences politiques, et c'est justement cette volonté d'autonomiser l'histoire qui va indirectement légitimer un nouveau champ d'étude : l'histoire du temps présent. Pour ce faire, Bloch et Febvre ont engagé de la distance entre l'historien et leur objet d'étude : ils prônèrent une refondation des rapports de l’historien au passé où le présent se devait d'avoir une nouvelle place. Par conséquent, comme l'a signalé Patrick Garcia, « la réaction des Annales est essentielle car elle a permis de reconceptualiser la notion de temps à la fois dans le rapport de l’historien au passé [comme nous l'avons vu dans la première partie], mais aussi en enrichissant les problématiques par la pluralité des temporalités en revendiquant son autonomie par rapport au pouvoir ». De là est né un nouvel objet d'étude qui sera par la suite institutionnalisé et légitimé : le temps présent.
Comme l’écrit Marc Bloch quelques mois après L'Étrange Défaite : « Certains, estimant que les faits les plus voisins de nous sont par là même rebelles à toute étude vraiment sereine, […]. Ainsi pensait, j’imagine mon vieux maître. C’est, assurément, nous prêter une faible maîtrise de nos nerfs. C’est aussi oublier que, dès que les résonances sentimentales entrent en jeu, la limite entre l’actuel et l’inactuel est loin de se régler nécessairement sur la mesure mathématique d’un intervalle de temps. ».
C'est donc en dépolitisant l’histoire et en réaffirmant son autonomie, que de nouveaux d'objets d'études ont pu voir le jour. Mais c’est avec Fernand Braudel que le concept de temps gagne de l'importance, non plus pour s'affirmer “contre les méthodiques” mais pour réaffirmer la prééminence de l’histoire dans les sciences sociales.

## Le plaidoyer de Lucien Febvre en faveur de l'élargissement du champ historique

### Les thèmes de l'histoire méthodique selon Febvre
En parlant des méthodiques, Febvre déclarait qu'ils ont « un code sévèrement défini », critiquant à la fois l'histoire récit et l'histoire événement qu'ils pratiquaient.
Il est vrai que l'école méthodique faisait une large place au domaine politique. Comme l'a très bien démontré Jacques Le Goff, les Annales déploraient le niveau superficiel de cette histoire politique qui privilégiait des cadres temporels et chronologiques qui pouvaient s'avérer inadéquats. L'histoire des règnes, des souverains, des hommes politiques, marquée par des événements (avènements, morts, constitutions, traités, etc.) était aussi liée à une histoire diplomatique et militaire également événementielle. Selon Febvre, cette approche de l'histoire dissimule les mouvements importants, comme les évolutions économiques, démographiques, sociales, culturelles. Toujours selon ce dernier, étant donné que ces évolutions sont rarement événementielles, elles sont donc indépendantes de la périodisation politique telle que la pratiquaient les méthodiques. Ainsi, d'après le cofondateur des Annales ce type d'histoire ne fait pas la distinction entre les motifs et les causes, elle est par conséquent simpliste et superficielle, et s'arrête à la surface des événements. Alors que, selon lui, les vrais motifs sont à la fois économiques, géographiques, sociaux, intellectuels, religieux, psychologiques, etc.
Febvre et les Annales ont combattu l'histoire événementielle d'une façon qui n'a pas toujours été très claire. La première chose qu'ils leur reprochaient, c'est que cette approche - celle d'une histoire politique, diplomatique et militaire - se bornait à réduire l'histoire en une succession d'événements datés. Febvre démontra alors facilement que dans cette perspective, il était impossible de rendre compte des réalités profondes et durables de l'évolution historique. En effet, à cette histoire événementielle superficielle, s'oppose une histoire sociale et économique, « une histoire des profondeurs, une histoire faite autant par les masses anonymes que par les grands hommes, une histoire irréductible à des dates, mais ayant une épaisseur plus ou moins longue de durée » comme l'a écrit Jacques le Goff.

### La critique de Febvre à l'égard des sources des méthodiques
Febvre est par ailleurs défavorable à l'utilisation des seuls textes pour faire de l'histoire, une grande variété de documents étant nécessaire. On peut illustrer cette idée par cette phrase tirée de son discours inaugural au Collège de France qui reprend la formule de Fustel de Coulanges disant que « l'histoire se fait avec des textes » et la qualifie de « formule de rétrécissement et de mutilations ». Toujours dans ce discours, Febvre annonce qu'il veut faire rentrer dans l'histoire « le ciel et les eaux, les villages et les bois, toute la nature vivante ».
Il veut en effet comme sources des écrits de toutes sortes, des documents figurés, des fouilles archéologiques, des témoignages oraux, même des photographies, des films, ou encore des fossiles, etc. Il parlait aussi de l'utilisation de statistiques. Il prône donc une espèce de révolution documentaire, qui le détache de nouveau du courant de l'école méthodique et donc des universités de cette période, qui comme on l'a vu, utilisaient presque exclusivement des textes. Mais il ne faut pas oublier que pendant la période où Febvre prônait une révolution documentaire, il y avait quand même un élargissement des documents utilisés. Pour améliorer la pédagogie, les historiens utilisaient des documents iconographiques, des visites de monuments, mais aussi l'histoire de l'art. On peut donc relativiser l'apport de Febvre quand on sait qu'il y avait déjà avant lui une expansion de l'histoire dans de multiples domaines.
Enfin, Febvre avait entrepris en 1933 de créer une nouvelle encyclopédie. Elle avait pour vocation à la fois de rendre accessible à un large public les acquis et les interrogations de la recherche la plus en pointe, mais aussi de permettre d'organiser des connaissances pour confronter le travail des historiens. Par conséquent, il prônait un travail historique sur le long terme, une histoire collective et la confrontation interdisciplinaire. Cette dernière caractéristique le détache des méthodiques. Ainsi, les novations qui sont attribuées à Febvre ne viennent pas uniquement de son ouverture vers de nouveaux documents, mais aussi de sa tendance à l'interdisciplinarité.

### L'héritage mêlé des méthodiques et de Febvre dans l'historiographie française actuelle

#### L'Histoire économique, l'héritage de Febvre et des Annales?
Il est en effet incontestable que la date de 1929 — date de la naissance des Annales — marque un tournant dans l'interdisciplinarité. Comme l'a écrit Hans Dieter Mann, c'est en effet à partir de cette période que l'histoire économique va connaitre un développement sans précédent. La crise qui a lieu cette année-là va provoquer une prise de conscience chez les contemporains. C'est François Simiand (1873-1935), qui va en partie avoir une influence sur les Annales. Il est titulaire de la chaire d'histoire du travail, au Collège de France entre 1932 et 1935 (année de sa mort). C'est donc un collègue de Febvre quand ce dernier y est nommé en 1933. François Simiand va être l'un des premiers à analyser l'ensemble de l'économie, en y associant plusieurs cycles. Cette nouvelle approche de l'histoire va engendrer une nouvelle façon de faire de l'histoire et de l'écrire, qui se caractérise en partie par l'élargissement du champ des documents historiques.
Mais il convient de nuancer le rôle de Febvre dans l'élargissement de l'histoire vers d'autres disciplines. Il y a en effet un essor de l'histoire économique dans les années 1930, mais il ne faut pas oublier qu'elle existait quand même avant cette date. C'est depuis l'ère de l'industrialisation du Second Empire et les débuts de la Troisième République qu'elle apparait. Pour n'en citer que deux, des travaux ont été réalisés par Natalis de Wailly (1805-1886) sur la monnaie, ou encore Georges d'Avenel (1855-1939) qui travaillait sur les prix. Il y a aussi une lente évolution concernant la période médiévale, avec l'étude des réalités économiques, des techniques agricoles, de l'organisation du commerce, de la réussite des villes en Italie, etc. Et de 1789 à 1860, l'histoire contemporaine laissait une large place aux faits économiques qui étaient donc enseignés. Et bien que l'histoire économique fût supprimée de l'éducation car on l'accusait d'être un instrument de propagande en faveur du régime, le programme du ministère Ferry la réhabilita par le décret du 2 août 1880. Ce n'est donc pas réellement une nouveauté en 1930.
On ne peut pas dire, comme Febvre l'affirmait, qu'il n'y avait que l'histoire antique et l'étude de la préhistoire qui s'intéressaient à l'histoire économique. Mais en revanche il est vrai que la place de l'histoire économique dans les universités restait secondaire, la grande histoire était celle des États et/ou de la politique. La réelle nouveauté chez Febvre, c'est qu'il considère que les liens tissés entre le politique, le culturel, et l'économique sont toujours opaques, comme l'indique cette phrase tirée de son discours inaugural au Collège de France : « restituer la vie des sociétés passés, toute la vie matérielle et spirituelle, politique, économique et sociale »

#### Les thèmes méthodiques remis au goût du jour
Febvre et les Annales en général se sont détournés et ont même attaqué l'histoire politique, mais ce thème est redevenu un centre d'intérêt depuis les années 1980. Ce retour de l'histoire politique est lié en grande partie à la prise de conscience par les historiens — mais aussi par d'autres spécialistes des sciences sociales — qu'il y avait une distinction entre « la politique » (événementielle), et « le politique » (structurel). Ce sont en partie les nouveaux médias (radio et surtout télévision) qui, en amplifiant la place du politique dans la vie des sociétés, ont poussé de nouveau les historiens à s'y intéresser.
Ce retour à l'histoire politique ne marque donc pas un retour en arrière : ce ne sont plus les faits et les évènements qui sont déroulés, mais ce sont des concepts qui font l'objet de nouvelles études, tel que celui de pouvoir. De plus, ces concepts impliquent une approche pluridisciplinaire.
Par exemple, dans la notion de pouvoir, les aspects économiques, sociaux, idéologiques et symboliques se doivent d'être pris en compte. Donc l'histoire du politique implique de nombreuses approches qui ne se limitent pas à l'événementiel.
Ainsi, la politique qui avait été reniée par les Annales est remise au goût du jour, mais l'héritage de Bloch et Febvre est toujours très important. D'autant plus que ce renouvellement de l'histoire politique fait aussi appel à de nouveaux documents. Ce ne sont plus exclusivement les textes qui sont utilisés par les historiens : l'étude de la propagande politique s'appuie sur des documents iconographiques par exemple.
Il en va de même pour l'histoire événementielle. Le retour de l'événement s'explique également en grande partie par des phénomènes nouveaux dans l'histoire. Pierre Nora a montré la nature et la grande importance des médias dans ce retour à l'événement. En effet, selon lui, par le biais des médias on peut lire l'événement comme l'imaginaire d'une société, le rôle de la mémoire et celui du mythe. Donc toujours d'après Pierre Nora, analyser l'événement contemporain permet d'appréhender le fonctionnement d'une société à travers les représentations partielles et déformées qu'elle produit d'elle-même. Cette approche de l'événement est donc novatrice et se détache de celle des méthodiques. Pour comprendre la nouvelle portée que Nora attribue à l'événement, on peut directement le citer : il déclare que « l'histoire contemporaine a vu mourir l'événement ‘naturel’ où l'on pouvait idéalement troquer une information contre un fait de réalité ; nous sommes entrés dans le règne de l'inflation événementielle et il nous faut, tant bien que mal, intégrer cette inflation dans le tissu de nos existences quotidiennes ».
En fait, comme l'a souligné Jacques Le Goff, cette nouvelle conception de l'événement est le triomphe de la problématique des Annales. Febvre a montré — en s'attaquant aux historiens positivistes — que le fait historique n'était pas « une donnée brute mais un produit du questionnement et de l'activité de l'historien ». Cette conception de l'histoire s'étend désormais aussi à l'événement.

## Lucien Febvre, une révolution pour l'histoire et les historiens?
Febvre a eu un impact historiographique majeur. Que ce soit au niveau de sa nouvelle théorie de la connaissance, de sa légitimation de l'histoire du temps présent, ou encore de sa volonté de décloisonner la discipline, l'histoire d'aujourd'hui est encore teintée de ses idées. Mais il convient quand même de nuancer son apport : ses travaux ne peuvent pas être considérés comme une rupture, une révolution instantanée dans l'histoire, car l'héritage des méthodiques n'est pas pour autant à bannir et les avancées des Annales n'ont pas engendré un sursaut immédiat.
Cette critique de Febvre s'inscrit en partie dans une logique de conquête du pouvoir au sein du milieu institutionnel et académique. Les successeurs de Febvre et Bloch tel que Fernand Braudel, ont su mettre « en œuvre une stratégie de captation en se portant sur les fronts ouverts par d’autres » et trouver dans l’histoire « une réponse à l’émergence des autres sciences sociales ». La question se pose d'autant plus que la méthode de travail historique proposée par Febvre n'est pas profondément différente de celle des méthodiques (il reprend par exemple la critique des sources).
Avec beaucoup d'audace, Serge Gagnon va même jusqu'à associer les deux écoles : « une même intention résolument scientifique les caractérise », « une égale confiance dans la capacité de connaître le passé mieux et davantage que les générations antérieures, un même désir de concentrer l'effort de réflexion de l'historien sur l'épistémologie. » Finalement, comme l'a écrit Thomas Loué, « dans le roman familial de l’historiographie française, ces deux purs produits de l’école méthodique [Febvre et Bloch], avec des variantes et un degré d’intensité moindre sans doute chez le second, ont bien cherché à tuer le père et à s’imposer en s’opposant. ».

## Mort et hommages
Lucien Febvre est mort parmi sa famille à Saint-Amour dans le Jura, où il est inhumé. Le collège de la commune porte son nom, avenue Lucien-Febvre. On trouve des rues Lucien-Febvre à Besançon, Mamirolle et Strasbourg.

## Publications
- Philippe II et la Franche-Comté. Étude d'histoire politique, religieuse et sociale, Paris, Honoré Champion, 1911, 808 p. Réédité aux Éditions Perrin, Paris, 2009, 816 p. (avec une préface d'Emmanuel Le Roy Ladurie).
- Notes et documents sur la Réforme et l'Inquisition en Franche-Comté, Paris, 1911, 336 p.
- Histoire de la Franche-Comté, Paris, Boivin, 1912, 260 p.
- La Terre et l'évolution humaine, Paris, Albin Michel, « L'évolution de l'Humanité », 1922.
- Un Destin. Martin Luther, Paris, Rieder, 1928.
- Civilisation. Évolution d'un mot et d'un groupe d'idées, Paris, Renaissance du livre, 1930, 56 p.
- (en coll. avec Albert Demangeon) Le Rhin. Problèmes d'histoire et d'économie, Paris, Armand Colin, 1935.
- (dir.) : Encyclopédie française, 11 volumes parus de 1935 à 1940.
- Le problème de l’incroyance au XVIe siècle. La religion de Rabelais, L’évolution de l’humanité, Paris, Albin Michel, 1942, XXVII-547 pages.
- Origène et Des Périers ou l'énigme du Cymbalum Mundi, Paris-Genève, Droz, 1942, 144 p.
- Autour de l'Heptaméron. Amour sacré, amour profane, Paris, Gallimard, 1944, 300 p.
- Les Classiques de la liberté : Michelet, Lausanne, Traits, 1946, 162 p.
- Combats pour l'histoire, Paris, Armand Colin, 1952, 456 p.
- Au cœur religieux du XVIe siècle, Paris, SEVPEN, 1957, 359 p.
- (en coll. avec Henri-Jean Martin) L’Apparition du livre, Paris, Éditions Albin Michel, 1958 (réimpr. 1971, 1999), 600 p., 19×12,5 cm (ISBN 2-226-10689-8).
- Pour une histoire à part entière, Paris, SEVPEN, 1962, 860 p.
- Honneur et patrie : Texte établi, présenté et annoté par Thérèse Charmasson et Brigitte Mazon, Librairie académique Perrin, 1996, 324 p.  (ISBN 9782262011765).
- De la « Revue de synthèse » aux « Annales ». Lettres à Henri Berr, 1911-1954, Paris, Fayard, 1997 (édition par Jacqueline Pluet et Gilles Candar).
- Le Rhin. Histoire, mythe et réalité, Paris, Perrin, 1997
- L'Europe Génèse d'une civilisation, Paris, Perrin, 1999
- Michelet, créateur de l’histoire de France, Cours au Collège de France, 1943-44, Paris, Vuibert, 2014. Édition établie par Brigitte Mazon et Yann Potin 445 p.

## Distinctions
- Commandeur de la Légion d'honneur (France).
- Croix de guerre 1914–1918 (France).
- Croix de guerre (Belgique).

## Sources
Les papiers personnels de Lucien Febvre sont conservés aux Archives nationales sous la cote 277AP

#### Bases de données et dictionnaires
- Ressources relatives à la recherche :   - Les Classiques des sciences sociales
  - Collège de France
  - Dictionnaire prosopographique de l'École pratique des hautes études
  - La France savante
  - International Dictionary of Intellectual Historians
  - Persée
  - Les Professeurs du Collège de France (1909-1939)
  - Thèses de doctorat ès lettres soutenues en France de 1808 à 1940
  - ZbMATH
- Ressource relative à plusieurs domaines :   - Radio France
- Ressource relative à la vie publique :   - base Léonore
- Notices dans des dictionnaires ou encyclopédies généralistes :   - Britannica
  - Brockhaus
  - Den Store Danske Encyklopædi
  - Deutsche Biographie
  - Dizionario di Storia
  - Enciclopedia italiana
  - Gran Enciclopèdia Catalana
  - Hrvatska Enciklopedija
  - Internetowa encyklopedia PWN
  - Nationalencyklopedin
  - Proleksis enciklopedija
  - Store norske leksikon
  - Treccani
  - Universalis
  - Visuotinė lietuvių enciklopedija
- Notices d'autorité :   - VIAF
  - ISNI
  - BnF (données)
  - Archives nationales (France)
  - IdRef
  - LCCN
  - GND
  - Italie
  - Japon
  - CiNii
  - Espagne
  - Belgique
  - Pays-Bas
  - Pologne
  - Israël
  - NUKAT
  - Catalogne
  - Suède
  - WorldCat